# جنگ صلیبی ششم
جنگ صلیبی ششم یا جنگ صلیبی فریدریش دوم تلاشی مجدد از صلیبیون برای به دست آوردن اورشلیم بود که در سال ۱۲۲۸ میلادی آغاز شد و در سال ۱۲۲۹ خاتمه یافت. پس از گذشت ۷ سال از جنگ صلیبی پنجم که به شکست صلیبیون انجامید، فریدریش دوم، امپراتور مقدس روم، جنگ صلیبی جدیدی را برای تصرف مجدد مناطقِ از دست رفتهٔ پادشاهی اورشلیم  آغاز کرد. اما این رخداد، در حقیقت نه یک جنگ صلیبی تمام عیار بلکه مکاتبات دوستانه و حاکی از تعارف بین امپراتور فریدریش و سلطان کامل ایوبی بود. بعد از این مکاتبات و عقد صلح‌نامه‌ای جدید، شهر اورشلیم و تعدادی از مناطق اطراف آن برای مدت حدود ۱۵ سال در اختیار مسیحیان قرار گرفت، هر چند مسلمانان نیز مجاز بودند که برای زیارت، به راحتی و بدون دردسر به بیت‌المقدس و مسجدالاقصی بروند.
جنگ صلیبی پنجم در سال ۱۲۲۱ میلادی با ناکامی صلیبیون خاتمه یافت. در سال ۱۲۲۲ میلادی، جان برین، پادشاه اورشلیم، به قصد تحریک پاپ هونوریوس و پادشاهان غرب اروپا برای تدارک جنگ جدیدی با مسلمانان و نیز یافتن همسر مناسبی برای دخترش یولاند، که وارث تاج و تخت اورشلیم بود، راهی اروپا شد. او و کاردینال پلاجیو دراواخر ماه مه ۱۲۲۲ با پاپ هونوریوس ملاقات و موافقت وی را برای تدارک جنگ صلیبی جدید جلب کردند. همزمان، جان برین، یولاند را به همسری فردریش دوم، امپراتور پر قدرت مقدس روم، درآورد. بدین ترتیب، فردریش منصب پادشاهی اورشلیم را به قانونا به دست آورد. وی از نمایندگان پاپ که در ژوئیه ۱۲۲۵ به دیدارش رفته بودند، خواست تا حمله به مشرق زمین را دو سال به تعویق بیندازند که پاپ این درخواست وی را پذیرفت.
دو سال بعد، پاپ جدید، گریگوری نهم، از فردریش خواست که به وعده‌اش عمل کند. امپراتور مقدس روم، که اکنون به پادشاه اورشلیم ملقب شده بود، پس از تعلل بسیار، راهی شرق شد. اما در میانه راه بیمار شد و از این‌رو، فرماندهی سپاهش را بر عهده بطرک اورشلیم گذاشت و پاپ را نیز از ماجرا مطّلع کرد. پاپ اقدام امپراتور را نوعی خودداری از رفتن به مشرق دانست و وی را در نوامبر ۱۲۲۷ تکفیر و از شرکت در جنگ‌های صلیبی محروم کرد. با این حال، در ژوئن ۱۲۲۸، فردریش بدون توجه به فرمان تحریم، با پانصد تن از سواران خود راهی مشرق شد. وی برای اثبات حق حاکمیتش بر جزیره قبرس، حدود یک ماه در آن‌جا اقامت گزید و سپس در سپتامبر ۱۲۲۸ به سمت عکا حرکت کرد. فردریش، به رغم علاقه‌اش به مسلمانان و طرد شدن از طرف پاپ و کمبود نیروی نظامی، بر آن شد تا به حمله‌اش جنبه سیاسی بدهد. شرایط زمانه نیز به او یاری رساند؛ چراکه، پس از اخراج صلیبیان از مصر در پایان جنگ صلیبی پنجم، از اواخر ۱۲۲۳ به تدریج میان فرزندان ملک عادل اختلافات شدیدی رخ نمود؛ ملک کامل از فردریش و ملک معظم از جلال‌الدین خوارزمشاه یاری خواستند. فردریش پس از ورود به عکا، با اعزام پیکی نزد ملک کامل به او یادآوری کرد که در پاسخ به درخواست استمداد او آمده و اینک او باید به وعده‌هایش مبنی بر تسلیم اورشلیم عمل کند. پس از مذاکرات طولانی بالاخره در ۱۸ فوریه ۱۲۲۹ قرارداد صلحی به مدت ده سال و پنج ماه میان فردریش دوم و ملک کامل منعقد گردید و به موجب آن شهر اورشلیم و بیت‌لحم به صلیبیون واگذار شد، به شرط آن که بناهای مقدس عیسوی آن نوسازی نشود. این معاهده با مخالفت عمومی مسلمانان روبه‌رو شد. ملک الناصر داوود، حاکم دمشق، از شیخ شمس‌الدین سبط ابن جوزی خواست تا در جامع دمشق، با برانگیختن احساسات مردم به تقبیح این معاهده بپردازد. دیگر گروه ناراضیان، صلیبیون بودند که دستاورد بزرگی را که فردریش بدون جنگ به دست آورده بود، به درستی درنیافتند و حتی پاپ علیه املاک فردریش در ایتالیا اقداماتی کرد که وی را ناگزیر نمود در ۱۲۲۹ به اروپا بازگردد. بدین‌ترتیب، ششمین جنگ صلیبی بدون درگیری نظامی به نفع صلیبیون به پایان رسید.

## پیش‌زمینه

### جنگ صلیبی پنجم

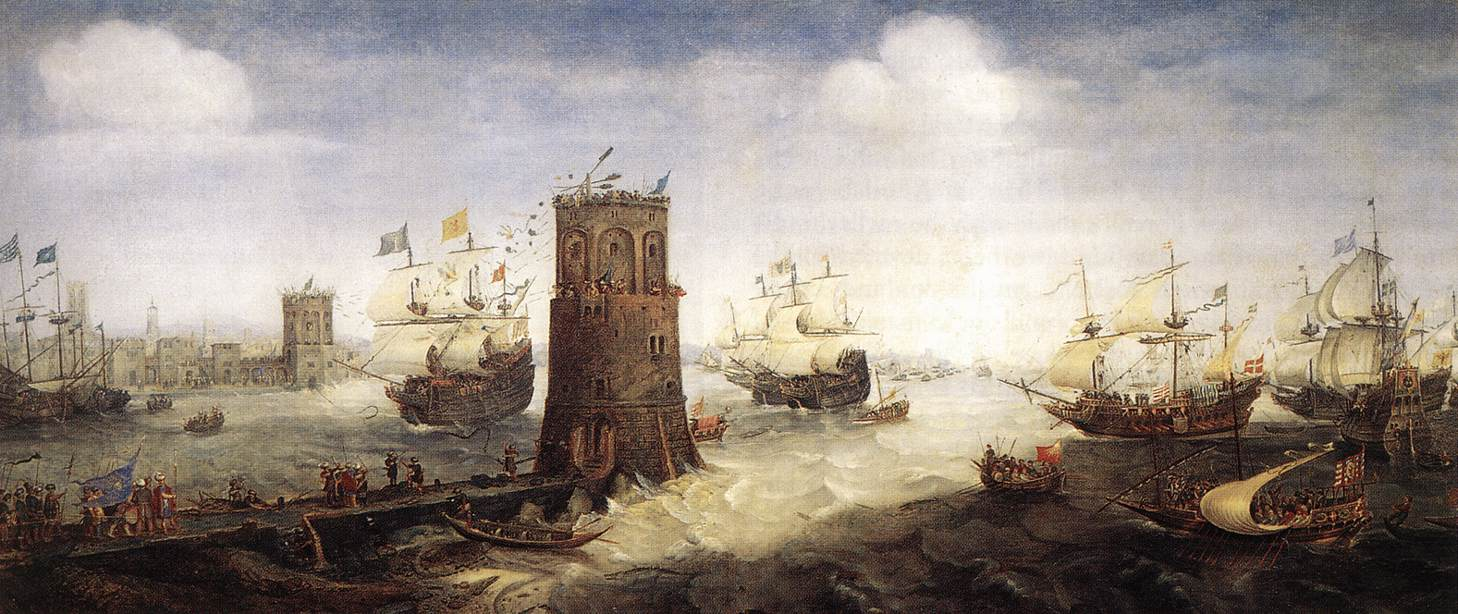
محاصرهٔ شهر بندری دمیاط توسط نیروهای صلیبی طی جنگ صلیبی پنجم که توسط کورنلیز کلاس فن ویریگن، نقاش عصر طلایی هنر هلند، در قرن ۱۷ میلادی کشیده شده است.

در قلمرو ایوبیان، پس از مرگ صلاح‌الدین ایوبی در سال ۱۱۹۳ میلادی، قلمرو ایوبیان میان فرزندان صلاح‌الدین و برادرش سیف‌الدین عادل تقسیم شد. افضل، فرزند ارشد و جانشین صلاح‌الدین، حاکم شام شد. فرزند دیگرش، عزیز ایوبی، حکومت مصر را در اختیار گرفت و ظاهر ایوبی، حکومت حلب را به‌دست‌آورد و عادل، در جزیره استقرار یافت. اما دیری نپایید که میان آنان اختلاف افتاد به‌نحوی اوضاع ایوبیان آشفته شد. با این حال سیف‌الدین عادل، توانست با حضور به‌موقع خود، اختلافات درون‌خاندانی را رفع و با در دست گرفتن حکومت دمشق، در قلمرو ایوبی وحدت ایجاد کند.
از سوی دیگر در اروپا پس از فرجام بد جنگ صلیبی چهارم، پاپ اینوسنت سوم در فکر حملهٔ جدیدی به شرق بود؛ بنابراین طی منشوری، قدرت رو به پیشرفت مسلمانان علیه صلیبیون در اراضی مقدس را به همه اروپاییان گوشزد کرد. پس از درخواست پاپ در منشور، نمایندگان وی عازم مناطق مختلف اروپا شدند تا اروپاییان را برای شرکت در جنگ جدید تشویق و ترغیب کنند. پس از گرد آوردن نیروها از تمام نقاط اروپا، در شورای لاتران در سال ۱۲۱۵ میلادی، طرح کلی جنگ تعیین و نیروها به رهبری آندراش دوم مجارستان و لئوپولد ششم، دوک اتریش، در ۱۲۱۷ عازم عکا شدند که در میانه راه پادشاه قبرس  نیز به آن‌ها پیوست. اما فریدریش دوم، امپراتور مقدس روم قدرتمندترین حاکمی بود، که برای شرکت در این جنگ اعلام آمادگی کرده بود.
پس از رسیدن نیروهای صلیبی به عکا، طی شورایی قرار بر آن شد تا صلیبیون از راه فتح و تسخیر مصر، عازم اراضی مقدس شوند. بنابراین اولین هدف، شهر بندری دمیاط بود. این شهر با وجود مقاومت نیروهایش، سرانجام در ۱۲۱۹ سقوط کرد. پس از آن‌که پادشاه اورشلیم، جان برین، به‌دلیل مرگ پدر همسرش، لئو یکم ارمنستان، به عکا بازگشت، صلیبیون به رهبری کاردینال پلاجیو، آماده حمله به هدف بعدی، یعنی قاهره شدند. ایوبیان نیز به رهبری ملک کامل در منصوره مستقر شدند تا مانع پیشروی صلیبیون به سمت قاهره شوند. در همین زمان بود که دیگر حاکمان ایوبی نیز به کمک کامل شتافتند. پس از حرکت و پیشروی صلیبیون به سمت قاهره، ایوبیان سدهای رود نیل را تخریب کردند که سبب شد نیروهای صلیبی در تنگنا قرار بگیرد و سرانجام محاصره شوند. درنهایت، آنها به‌ناچار تقاضای صلح و تسلیم کردند. سرانجام در ۱۲۲۱ میلادی صلح میان صلیبیون و ایوبیان به امضا رسید که به موجب آن صلیبیون از دمیاط و مصر خارج شدند و به عکا که مقر نیروهای صلیبی در منطقه بود، بازگشتند.

### شرایط مسیحیان پس از جنگ صلیبی پنجم
پس از پایان یافتن جنگ صلیبی پنجم و شکست خوردن نیروهای صلیبی، جان برین به پادشاهی خود در عکا بازگشت تا اوضاع قلمروش را سر و سامان بخشد. اما بازرگانان جنوایی و پیزایی در همین زمان با یکدیگر در عکا درگیر شدند که این درگیری منجر به خرابی قسمتی از شهر شد. براساس گزارش‌های اهالی جنوا، جان برین از پیزایی‌ها حمایت کرد تا بازرگانان اهل جنوا مجبور به ترک عکا شوند و به بیروت روند.
جان پس از سر و سامان بخشیدن به اوضاع داخلی پادشاهی، برای یافتن همسری مناسب برای دخترش یولاند و همچنین ترغیب پادشاهان اروپایی برای شروع جنگی جدید علیه ایوبیان به جبران شکست جنک قبلی، عازم اروپا شد. در واقع وی نخستین پادشاه اورشلیم است که به اروپا سفر کرد؛ و قبل از حرکت به سمت اروپا، اودو مونتبلیر را به‌عنوان نایب خود در زمان غیبتش در پادشاهی انتخاب کرد. وی در اکتبر ۱۲۲۲ به سمت ایتالیا حرکت کرد تا در آنجا در شورایی در مورد جنگ جدید صلیبی گفتگو کند. در این شورا به درخواست جان، پاپ هونوریوس اعلام کرد که تمامی سرزمین‌های صلیبی باید با پادشاهی اورشلیم متحد شوند. برای برنامه‌ریزی و طراحی لشکرکشی جدید، پاپ و فریدریش در فرنتینو در مارس ۱۲۲۳ با یکدیگر ملاقات کردند. طی این جلسه جان برین با فریدریش توافق کرد که دخترش را به ازدواج وی درآورد و در عوض فریدریش قول داد که جان تا آخر عمرش پادشاه اورشلیم باقی بماند. جان پس از توافق با فریدریش عازم پادشاهی فرانسه، پادشاهی انگلستان و آراگون شد تا حمایت آنان را جلب کند؛ اما نتوانست کمک آنان را به دست آورد.

### شرایط مسلمانان پس از جنگ پنجم صلیبی
پس از پیروزی ایوبیان در جنگ صلیبی پنجم، اتحادی که میان خاندان ایوبی برای شکست صلیبیون ایجاد شده بود، شکسته شد و این خاندان مجدداً درگیر اختلافات داخلی شدند. این منازعات داخلی پس از مرگ سیف‌الدین عادل، برادر صلاح‌الدین(۱۲۱۸ میلادی) و اختلاف میان فرزندانش بیشتر شد. در این زمان، المعظم عیسی حاکم دمشق، ملک الاشرف حاکم جزیره و الکامل (پسر بزرگتر عادل) سلطان مصر بود؛ اما دعوی برادران برای رسیدن به سلطنت، سبب اختلاف و درگیری میان آنان شد. این منازعات مقارن بود با حمله مغول به سرزمین های شرقی مسلمانان و واپس راندن خوارزمشاهیان به رهبری جلال الدین منکبرنی به سمت غرب. بدین خاطر نگرانی مغولان به سرزمین جزیره و شام احساس می‌شد. تلاش‌های اشرف موسی برای بازگرداندن اتحاد بین خاندان ایوبی برای مقابله با خوارزمشاهیان و مغولان ناموفق بود. درگیری بین برادران در ۱۲۲۳ میلادی آغاز شد تا اینکه اخبار حرکت فریدریش دوم به سمت شرق هر یک از برادران را بر آن داشت که بکوشند فریدریش را به خود نزدیک کنند تا از وی برای پیشبرد اهدافشان استفاده کنند. سرانجام الکامل توانست روابط حسنه‌ای با فریدریش برقرار سازد.
در این زمان در فلات ایران پس از مرگ محمد خوارزمشاه، جلال‌الدین خوارزمشاه به قدرت رسید و سعی کرد تا قلمروی خود را به سمت غرب گسترش دهد. با این حال، برای رسیدن به خواسته خود، ناچار شد با ایوبیان که درگیر منازعات داخلی بودند، وارد جنگ شود. اما ایوبیان برای مقابله با خوارزمشاهیان، طرح همکاری با دیگر دشمن آنان، یعنی سلاجقه روم به امارت علاءالدین کیقباد را پی‌ریزی کردند. دو دولت متحد، جلال‌الدین خوارزمشاه را در نزدیکی اخلاط شکست دادند. جلال‌الدین پس از این شکست به سمت شرق بازگشت و دیگر نتوانست به غرب بازگردد.

### فریدریش دوم
فریدریش دوم (حکومت از ۱۲۲۰ تا ۱۲۵۰)، امپراتور مقدس روم، از دودمان اشتاوفر بود و بر سرزمین گسترده‌ای که از جزیره سیسیل در جنوب تا آلمان در شمال امتداد داشت، حکمرانی می‌کرد. نخست، در سن خردسالی در سال ۱۱۹۷ پادشاه سیسیل شد. سپس، از ۱۲۱۲ پادشاه آلمان شد و با اتوی چهارم، امپراتور مقدس روم، به رقابت برخاست. همچنین، وی علاوه بر پادشاهی آلمان و ایتالیا، منصب پادشاهی اورشلیم را نیز به دست آورد. دشمنان اصلی فریدریش طی زمامداری‌اش، اتحادیه لمباردی و پاپها بودند و سه بار از سوی آنها مرتد اعلام شد و حتی گریگوری نهم وی را ضدمسیح نامید. به هر حال، وی موفق شد امپراتوری مقدس روم را به اوج قدرت و شکوه خود برساند.
فردریش در فضای چندفرهنگی جزیره سیسیل و در شرایط پرتلاطم سیاسی رشد کرده بود. در نتیجه در وجودش سنگدلی و خوشرویی با بی رحمی ترکیب شده بود و سختی و انعطاف‌ناپذیری را همراه با هوشمندی و مدارای فرهنگی گردآورده بود. وی از عقلانیت دوره باستان، سبک زندگی اسلامی و یهودی و واقع بینی نورمن‌ها بهره داشت. نتیجه آن دیوانی بود که در آن دانشمندان مختلف به علوم و هنرهایی چون فلسفه، ریاضیات، طبیعیات، شاعری و ترجمه می‌پرداختند. وی خود را جانشین امپراتوران روم باستان می‌دانست، شیفتهٔ هنر و دانش بود و علاقه زیادی به علوم اسلامی و سبک زندگی مسلمانان به‌خصوص شاهان و حاکمان شرقی داشت.
پس از تاج‌گذاری فریدریش دوم به عنوان پادشاه آلمان، وی اعلان داشت که می‌خواهد تمامی منافعش را در راه اراضی مقدس صرف نماید و به زودی عازم جنگ صلیبی جدیدی خواهد شد، اما پس از تاج‌گذاری، به همراه فیلیپ دوم فرانسه ــ که حامی وی در مقابل با اتوی چهارم بود ــ درگیر جنگ جانشینی در شامپانی شد. بدین ترتیب نتوانست از آغاز جنگ صلیبی پنجم، در آن جنگ شرکت کند، اما قول داد در اسرع وقت عازم شرق شود. پس از سقوط برج سلسله و در ادامه سقوط دمیاط در نوامبر ۱۲۱۹، صلیبیون خبرهایی از پاپ شنیدند که حاکی از آن بود که امپراتور فریدریش دوم به وی وعده داده‌است که پس از تاج‌گذاری به عنوان امپراتور مقدس روم به‌سوی شرق حرکت خواهد کرد. با این حال پاپ در جدی بودن عزم وی شک داشت، چراکه فریدریش این زمان در نانسی، مرکز دوک‌نشین لورن، قرار داشت و پس از آن در نظر داشت به سمت شبه جزیره ایتالیا حرکت کند تا به امور آنجا رسیدگی نماید. ظاهراً امپراتور مقدس روم در عزم خود جدی بود زیرا تشویق مردمانش برای شرکت در جنگ صلیبی را آغاز کرده و یک نیروی نظامی بزرگ و مجهز به فرماندهی لویی یکم، دوک باواریا، به میدان جنگ گسیل داشته بود، اما خود درگیر شرایط ایتالیا و به‌خصوص سیسیل شده بود.
همزمان با تسخیر دمیاط توسط نیروهای صلیبی، امپراتور فریدریش در ۲۲ نوامبر ۱۲۲۰، به‌عنوان امپراتور مقدس روم تاج‌گذاری کرد. برعکس اکثر امپراتوران مقدس روم، فریدریش فقط چندسالی را در آلمان اقامت کرد و در عوض بیشتر وقت خود را در سایر مناطق، همچون ایتالیا گذارند. در بهار ۱۲۲۱ میلادی، وی تمرکز خود را معطوف امور سیسیل کرد. علاوه بر مسئله قمار و یهودیان، یکی از اموری که وی باید به آن رسیدگی می‌کرد، مسئله مسلمانان سیسیل بود. شورش مسلمانان علیه امپراتوری مقدس روم و پادشاهی سیسیل، در حوالی سال‌های تولد فریدریش دوم آغاز شد و تا زمان رسیدن وی به سیسیل و مسینا ادامه داشت.
در حوالی سال ۱۲۱۹ بود که شورشیان مسلمان توانستند اسقف‌نشین آگریجنتو را تصرف کنند که سبب نگرانی فریدریش شد و در نتیجه وی نیروهای به سمت جنوب ایتالیا گسیل کرد. در سال ۱۲۲۲، فریدریش مقر شورشیان مسلمانان را محاصره کرد و پس از ۸ هفته، نیروهای شورشی تسلیم شدند و پس از مدتی رهبران همچون ابن عباد و متحدین آنها به دستور امپراتور مقدس روم، کشته و اعدام شدند. نابودی مقر و مرکز رهبری شورشیان مسلمان، دستاوردی مهمی بود که فریدریش در این مقطع کسب کرده بود. تا سال ۱۲۲۲، نیروهای باقی‌مانده شورشیِ مسلمان مقاومت کردند. با این حال، شمال آفریقا همچنان مرکز حمایت و تأمین کننده نیروهای شورشی بود که در سال ۱۲۲۳ فریدریش دوم، نیروهای را به سمت جربه، جزیره‌ای در سواحل تونس، که بیشتر آذوقه و تدارکات شورشیان را تأمین می‌کرد، فرستاد. این نیروها توانستند این جزیره را فتح کنند. این فتح منجر شد که یهودیان ساکن در این جزیره، به سمت سیسیل مهاجرت کنند.
با وجود کشته شدن رهبران شورشی مسلمانان، ساراسن‌های مستقر در سیسیل مقاومت را خود کاملاً متوقف نکردند و فریدریش نیز در پاسخ به مقاومت نیروهای مسلمان، چند سال بیشتر در منطقه سیسیل ماند تا جنگش را علیه مسلمانان ادامه دهد. با ادامه سقوط قلعه‌های مسلمانان، جنگ بیش از پیش وجهه‌ای چریکی پیدا می‌کند. با این حال پس از شکست دادن نیروهای مسلمان، فریدریش تصمیم گرفت برای کنترل راحت‌تر مسلمانان، آنها را به یک منطقه منتقل کند. بدین ترتیب مسلمانان باقی مانده به دستور فریدریش به لوچرا در پولیا تبعید شدند و در آخر تصمیم گرفت که مسلمانان به داخل شهر لوچرا منتقل شوند و این شهر مبدل به مرکز مسلمانان شود. فریدریش اگرچه در امور مسلمانان در لوچرا دخالت نمی‌کرد اما در ازای آن، از آنها خواست تا مالیات سرانه‌ای (جزیه) پرداخت کنند. این سیاست فریدریش سبب شد تا پاپ وی را سرزنش و نکوهش کند، اما فریدریش نسبت به خواستهٔ پاپ بی‌توجه بود و حتی با کمک مسلمانان در سال ۱۲۳۰، کاخ بزرگی به سبک اسلامی در این شهر ساخت و حتی برخی از نیروهای مسلمان را به عنوان محافظان شخصی خود انتخاب کرد.

### موقعیت فردریش دوم پس از جنگ صلیبی پنجم
پس از شکست صلیبیون در جنگ صلیبی پنجم، انگشت انتقاد علاوه‌بر رهبران و فرماندهان این جنگ، به سمت فریدریش نیز نشانه گرفته شد. در این زمان ۶ سال از سوگند وی برای حضور در اراضی مقدس می‌گذشت و برخلاف قول‌های مکررش، قدمی به مصر نزدیک نشده بود. با این حال، وی به دادن وعده‌هایی همچون حرکت به سمت شرق بعد از رسیدن نیروهایش ادامه داد تا اینکه در سال ۱۲۲۱، پاپ هونوریوس سوم در نامه‌ای، امپراتور مقدس روم را برای تأخیرهای مکررش سرزنش کرد و از اینکه اجازه داد بود، فریدریش از مسئولیت شانه خالی کند، خود را مقصر دانست.
فریدریش در جلسه‌ای که با پاپ داشت، او را متقاعد کرد که تقصیری در تأخیرها ندارد و به زودی فرماندهی جنگ صلیبی جدیدی را بر عهده خواهد گرفت. او پس از ۱۰ سال تأخیر در ایفای سوگند خود، دوباره با پاپ تجدید عهد کرد و تاریخ اعزام ناوگانش را بهار ۱۲۲۵ قرار داد. پس از آن خطبای صلیبی به مناطق مختلف اروپا اعزام شدند. اما گردآوری نیروها به‌کندی صورت می‌گرفت. با وجود سفر جان برین، عده کمی حاضر به شرکت در جنگ شدند و پول چندانی نیز جمع نشد. با این حال فریدریش توانست ناوگان بزرگی را فراهم آورد، اما استقبال ضعیف شاهزادگان آلمانی سبب شد تا وی دوباره از پاپ تقاضا کند که جنگ صلیبی جدید را به تعویق بیندازد.

#### جلسه سن جرمانو
فراهم نشدن شرایط جنگ جدید، فریدریش را تا آستانه تکفیر شدن پیش برد. او برای جلوگیری از این اتفاق، تقاضای جلسه حضوری دیگری کرد که در ۲۵ ژوئیه ۱۲۲۵ در سن جرمانو برگزار شد. او در این جلسه، بار دیگر پاپ را از قصد و نیت تغییرناپذیرش برای شرکت در جنگ صلیبی مطلع کرد. پاپ در این جلسه پاسخ داد تنها به شرطی می‌تواند تأخیر امپراتور را بپذیرد که وی تعداد ارتش، دامنه حمله و تاریخ حرکت را تعیین و به‌نحوی قول خود را تضمین کند. فریدریش متعهد شد که در ۱۵ اوت ۱۲۲۷، همراه با سپاه بزرگی از طریق دریا به سمت شرق حرکت کند و حداقل ۲ سال رهبری نیروهای صلیبی را بر عهده بگیرد. وی برای تضمین عهد خود، توافق کرد که صد هزار انس طلا به‌عنوان وثیقه در نزد پادشاه و اسقف اورشلیم و رهبر شوالیه‌های توتونیک بگذارد و در بازگشت به عکا آن را پس بگیرد و اگر در انجام عهد خود قصور کرد، وثیقه به‌عنوان غرامت ضبط شود. وی همچنین پذیرفت در صورت تخلف از وعده‌هایش در سن جرمانو، بی‌درنگ تکفیر شود. پس از امضای این قرارداد، فریدریش به سرعت عازم شمال شد تا خود را آماده حرکت کند.

### ازدواج فردریش با ایزابلا و کسب پادشاهی اورشلیم
در ژوئن ۱۲۲۲، کنستانس آراگون، همسر فریدریش دوم در گذشت. فریدریش برای روشن کردن مقاصد جنگ صلیبی خود، پیشنهاد کرد که با ایزابلا (یولاند) دختر جان برین، پادشاه اورشلیم، ازدواج کند اما جان برین به این وصلت تمایل نداشت. جان خود با ازدواج با ماریا مونفروا به پادشاهی اورشلیم رسیده بود. پس از مرگ ماریا در سال ۱۲۱۱، وی به‌عنوان قیم دخترش به حکومت کردن ادامه داد. جان از آن ترس داشت که فریدریش پس از ازدواج با ایزابلا به عنوان همسر وارث، مدعی پادشاهی اورشلیم برای خود شود. فریدریش جان را متقاعد ساخت که چنین نخواهد کرد. پاپ مشتاق این وصلت بود، زیرا موجب پیوند امپراتوری مقدس روم و دولت‌های صلیبی اورشلیم می‌شد. وی امیدوار بود که چنین اتحادی دفاع بلند مدت سرزمین مقدس و پادشاهی اورشلیم را تضمین کند. بالاخره جان رضایت داد و در نوامبر ۱۲۲۵، فریدریش با ایزابلا ازدواج کرد.
فریدریش برخلاف وعده‌هایش بعد از ازدواج بی‌درنگ خود را پادشاه اورشلیم خواند و مهر امپراتوری را تغییر داد و لقب خود را در آن گنجاند. جان برین به‌شدت از این اقدام فریدریش خشمگین شد و نزد پاپ اقدام فریدریش را تقبیح کرد. هونوریوس طی نامه‌ای به فریدریش، اقدام وی در تغییر مهر امپراتوری و نامیدن خود به عنوان پادشاه اورشلیم را محکوم کرد. اما بیش از این نمی‌توانست کاری انجام دهد.

### مذاکرات فردریش با ایوبیان
پس از شکست صلیبیون در جنگ صلیبی پنجم، اتحاد و هماهنگی میان پسران عادل از بین رفت. الکامل و المعظم با یکدیگر دشمن شدند و الاشرف نیز بین این دو در نوسان بود. الکامل مطمئن بود که اگر فریدریش با ارتش بزرگ صلیبی به مصر بیاید، برادرش در مقابل او قرار خواهد گرفت. او برای پیشگیری از چنین پیشامدی، در سال ۱۲۲۶ نماینده‌ای نزد امپراتور مقدس روم فرستاد. نماینده ایوبی، امیر فخرالدین، با هدایای گرانبها وارد دربار امپراتوری شد. فریدریش تحت تأثیر امیر قرار گرفت. بنابراین به سرعت با یکدیگر دوست شدند و حتی فریدریش به مهمانان مسلمان خود رتبه شوالیه‌گری اعطا کرد.
هرچند هنوز شرایط معامله میان طرفین به صورت دقیق تعیین نشده بود، اما مشخص بود که اگر صلیبیون از مصر چشم می‌پوشیدند و در عوض به دمشق حمله می‌کردند، سلطان نیز اورشلیم و پادشاهی‌اش را به آن‌ها واگذار می‌کرد. این پیشنهاد خیلی برای فریدریش جذاب بود. وی نماینده خود را به مصر فرستاد تا دربارهٔ جزئیات بحث کنند. فرستاده امپراتور حتی به دمشق هم سفر کرد تا شاید المعظم برای خنثی‌کردن نقشه برادرش پیشنهاد جذاب‌تری ارائه کند، اما المعظم پیشنهاد وی را رد کرد.

### پاپ گریگوری نهم و فراخوانی جنگ
در ۱۸ مارس ۱۲۲۷، هونوریوس سوم درگذشت و هرگز جنگ صلیبی را که آن همه در انتظارش بود، ندید. جانشین وی گریگوری نهم مانند هونوریوس تعهد ویژه‌ای نسبت به آزادی اراضی مقدس داشت و مشتاق بود که فریدریش به عهد خود وفا کند. در مراسم تاجگذاری امپراتور فریدریش در سال ۱۲۲۰، گریگوری با دست خود صلیب را به او داده بود. با این حال گریگوری نیز مانند هونوریوس از خلف وعده‌های فریدریش به ستوه آمده بود و دیگر تحمل هیچ‌گونه تأخیری را نداشت. گریگوری در نامه‌ای که انتخاب فریدریش را اعلام می‌کرد، اروپا را فراخواند تا در راستای هدف مقدس جنگ صلیبی به او ملحق شوند و در عین حال به او اخطار کرد که اگر یک بار دیگر در ایفای عهد خود خود قصور ورزد، به‌طور حتم او را تکفیر خواهد کرد. فریدریش قصد داشت طبق وعده خود عمل کند. سربازگیری در اروپا کم‌کم داشت به بار می‌نشست؛ البته فرانسه در این میان استثناء بود، چرا که فیلیپ سوم سرگرم فرماندهی نیروهای صلیبی خود علیه ریموند کنت تولوز بود.

## تأخیر لشکرکشی و تکفیر فردریش

### مشکلات فردریش در سال ۱۲۲۷

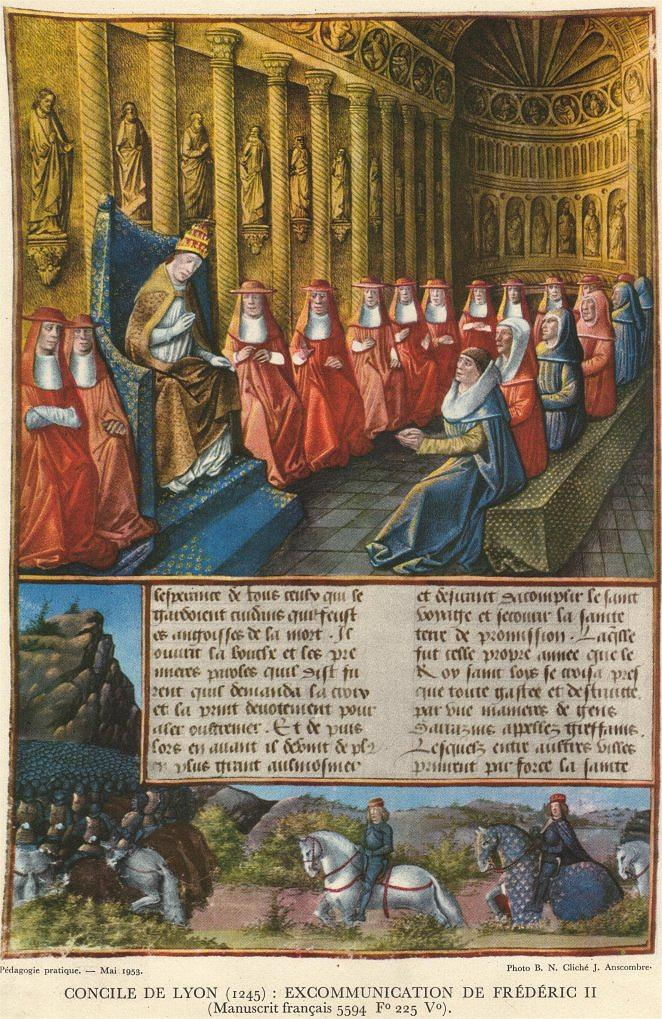
تکفیر فریدریش دوم در جلسه لیون در ۲۹ سپتامبر ۱۲۲۷

تابستان ۱۲۲۷، رهبران صلیبی برای آغاز حرکت و حمله در بریندیزی گرد آمدند. آن سال گرمای ایتالیای شمالی بسیار شدت یافته بود و تأمین آب مشکلی برای صلیبیون شده و بیماری بسیاری از آن‌ها را از پا انداخته بود. قسمت قابل‌توجهی از ارتش اردوگاه را رها کرده و به سرزمین خود بازگشته بودند. مابقی افراد نیز در ماه اوت سوار کشتی شدند. سرانجام و پس از مدت‌ها انتظار، سپاه صلیبی طبق برنامه حرکت خود را آغاز کرد، اما رهبری این گروه بر عهده هاینریش چهارم بود، نه امپراتور فریدریش. ابن‌اثیر مورخ معروف، به این مطلب توجه کرده‌است و در ذیل حوادث سال ۱۲۲۹ به این داستان نیز اشاره کرده‌است:
سپاهیانش پیش از او رسیدند و در ساحل فرود آمدند.
دلیل این بود که فریدریش در بدو ورود به کشتی، قبل از خروج از خلیج آدریاتیک بیمار شده بود. شیوع بیماری همچنین باعث جان سپردن بسیاری از افراد او شد. از این رو تا زمان بهبود امپراتور، مابقی نیروها به فرماندهی هاینریش چهارم عازم شرق شدند و امپراتور و نزدیکانش راه بندر اترانتو را در پیش گرفتند. وقتی فریدریش به‌دنبال این ماجرا به چشمه‌های آب معدنی پوتزولی واقع در نزدیکی ناپل رفت، روشن بود که فعلاً قصد حرکت به سمت شرق را ندارد.
فریدریش نمایندگانی را نزد گریگوری نهم فرستاد تا شرایط حرکت نیروهای صلیبی و بداقبالی وی برای عزیمت به سمت شرق را توضیح دهد و او را مطمئن سازد که سال آینده به صلیبیون خواهد پیوست. گریگوری که چنین حرف هایی را به کرات از فریدریش شنیده بود، طبق گفته و توافق خود فریدریش، وی را محکوم و سپس در ۲۹ سپتامبر ۱۲۲۷، تکفیر کرد. هرچند پاپ احتمال می‌داد که بیماری خطرناک تمارضی بیش برای فرار از مبارزه نباشد، با این حال دلیلی وجود نداشت که او واقعاً تمارض کرده باشد زیرا از هر لحاظ به نفع فریدریش بود که به شرق مدیترانه برود.
در اکتبر ۱۲۲۷، سپاه صلیبی بدون همراهی فریدریش به عکا رسید. وقتی خبر رسید که امپراتور دوباره در حرکت تأخیر کرده‌است، عده زیادی سپاه را ترک کردند و عده بیشتری هم با اطلاع از تکفیر شدن وی، تصمیم به ترک جنگ گرفتند. مابقی نیروها نیز نمی‌توانستند کار چندانی انجام دهند زیرا طبق قرارداد صلح با مسلمانان، فقط فریدریش می‌توانست جنگ را از سر بگیرد؛ بنابراین آن‌ها زمستان را به تعمیر و مرمت استحکامات ساحلی در عکا پرداختند.
از سوی دیگر، در این زمان مذاکرات وی با الکامل پیشرفت قابل توجهی داشت. وقتی وی با سربازانش از راه می‌رسید و آماده حمله المعظم ‌می‌شد، انتظار داشت که الکامل، اورشلیم را به وی واگذار کند. اما زمان به ضرر وی تمام شد چرا که در نوامبر ۱۲۲۷، المعظم درگذشت و الکامل بی‌درنگ فلسطین را به دست گرفت. بدین ترتیب توافق وی با الکامل برهم خورد.

### مشکلات سال ۱۲۲۸
پس از تکفیر فریدریش توسط پاپ گریگوری، وی در حضور مردم اعلام کرد که بدون در نظر گرفتن تکفیر، ماه مه آینده به سمت شرق مدیترانه حرکت خواهد کرد اما گریگوری وی را از این کار بر حذر داشت. پاپ تأکید داشت که امپراتور برای حضور در جنگ صلیبی ابتدا باید اقدام به طلب بخشایش کند. در غیر این صورت نه از ارتش صلیبی و نه از جنگجو خبری نخواهد بود، اما فریدریش این درخواست پاپ را نادیده گرفت.
با فرا رسیدن ماه مه، فریدریش دوباره عزیمت خود را به تأخیر انداخت زیرا منتظر تولد پسرش کنراد بود. ۲۵ آوریل ۱۲۲۸ کنراد به دنیا آمد، اما ایزابلا هنگام تولد کنراد درگذشت. جان برین که در حال حاضر علاوه بر سلطنت، دخترش را نیز از دست داده بود، مبدل به یکی از سرسخت‌ترین مخالفان فریدریش شد و خود را در خدمت پاپ قرار داد تا در مقابل فریدریش قرار گیرد. فریدریش نیز از مرگ ایزابلا متأثر بود زیرا سلطنت اورشلیم را برای وی دشوار می‌ساخت. فریدریش به عنوان همسر شخصی که وارث حکومت بود، می‌توانست از لحاظ قانونی در سرزمین مقدس تاجگذاری کند، اما با مرگ همسر و تولد پسرش تنها ادعایی که می‌توانست داشته باشد، نیابت سلطنت کنراد بود. در این میان فقط کنراد می‌توانست تاج شاهی بر سر گذارد؛ با این حال فریدریش این اصول را نیز نادیده گرفت.

## لشکرکشی و مذاکرات فردریش

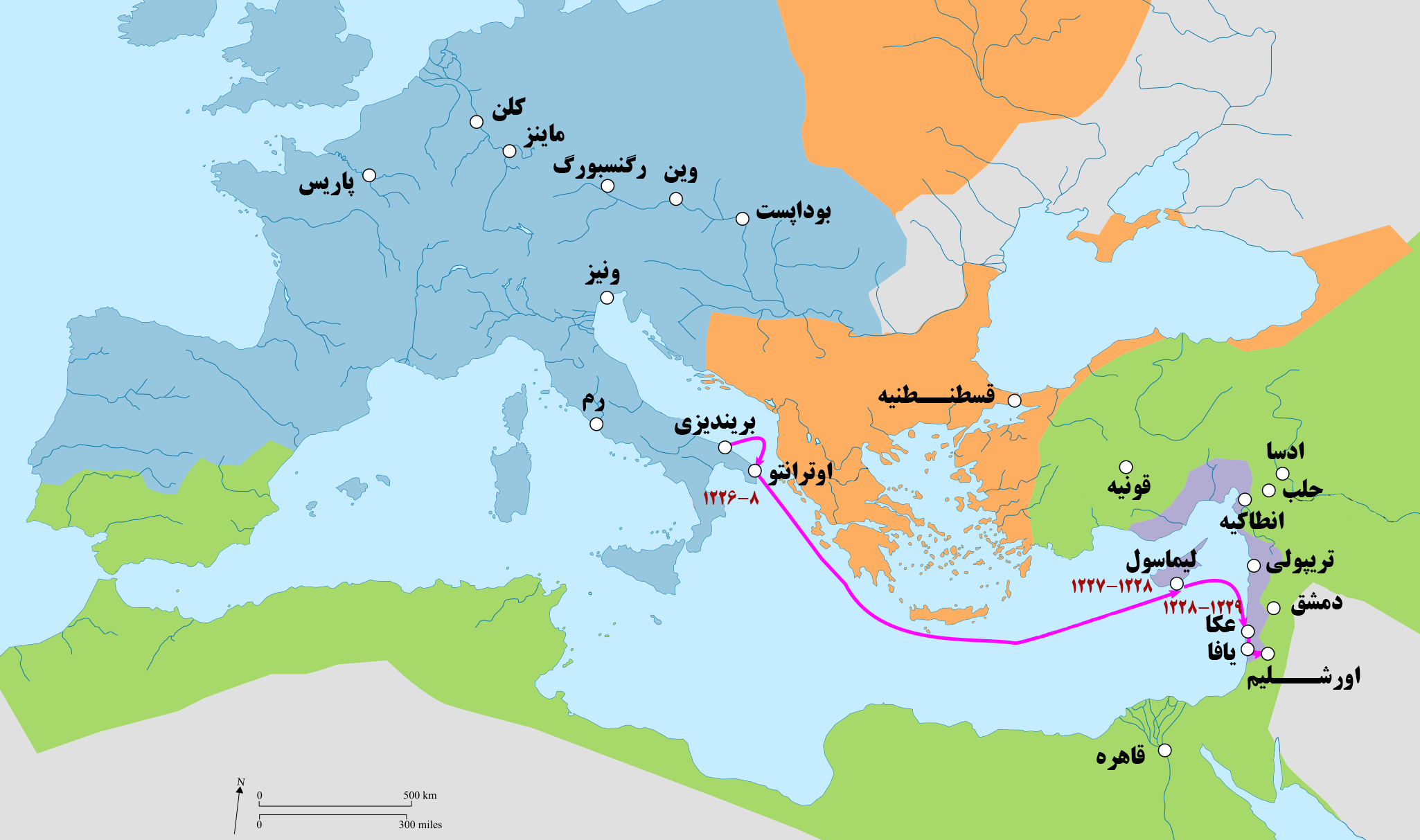
مسیر حرکت صلیبیون به سمت اراضی مقدس

سرانجام فریدریش در اواخر ژوئن ۱۲۲۸ به قصد اراضی مقدس حرکت خود را آغاز کرد. پاپ در نامه‌ای به جرالد سراسقف اورشلیم و روسای فرقه‌های نظامی اعلام کرد که امپراتور جزو صلیبیون نیست بلکه دشمن دین و مسیح است. فریدریش برخلاف ممنوعیت‌های پاپ به سمت شرق حرکت کرد تا طبق برنامه، فرماندهی نیروهای صلیبی را در آنجا بر عهده بگیرد. طبق حکم کلیسا، آن‌ها نه حق داشتند با وی عهد و پیمان ببندند و نه در اجرای نقشه‌هایش همکاری کنند. همان‌طور که در مورد تمام تکفیرشدگان معمول بود، صلیبیون حق نداشتند هیچ‌گونه ارتباطی با او برقرار کنند.

### توقف در قبرس
فریدریش به جای حرکت مستقیم به سمت شرق و بندر عکا، با تغییر مسیر خود، ابتدا عازم قبرس و بندر لیماسول شد که در زمان ریچارد یکم تسخیر و به پادشاهی اورشلیم ضمیمه شده بود. قصد امپراتور از سفر به قبرس مشخص و واضح بود: تحکیم قدرت خود بر دول صلیبی در شرق و ایجاد پایگاهی دریایی برای امپراتوری مقدس روم در دریای مدیترانه. در سپتامبر ۱۲۲۸، برخورد میان فریدریش و نجبای قبرس آغاز شد. فریدریش تصمیم گرفت که رقبای خود، به خصوص جان ابلین را که بزرگترین مالک در دو پادشاهی اورشلیم و قبرس بود، از میان بردارد تا بتواند به خواسته خود برسد. بنابراین در اولین گام، از جان ابلین خواستار استرداد شهر بیروت و دریافت مالیات قبرس شد. در مقابل جان ابلین برای مانع شدن از اقدام و خواسته فریدریش، نیروهای خود را آماده ساخت اما نمی‌خواست وارد درگیری نظامی با امپراتور مقدس روم شود. با این حال تنش میان جان ابلین و فریدریش باعث شد که امپراتور مقدس روم، از داشتن حامی قدرتمندی همچون جان ابلین در شرق محروم شود و سرانجام بین طرفین قرارداد ترک مخاصمه‌ای امضاء شد که به موجب آن تمامی قلعه‌ها و اراضی جزیرهٔ قبرس تابع کنراد، پادشاه اورشلیم و فرزند فریدریش، می‌شد و مالیات‌های دریافتی از آن نیز به امپراتور مقدس روم می‌رسید.

### فریدریش در اراضی مقدس و مذاکره با الکامل
پس از اقامت ۵ هفته‌ای در قبرس، فریدریش سرانجام در ۷ سپتامبر ۱۲۲۸ به عکا رسید؛ جایی که صلیبیون یک دهه پیش انتظارش حضورش را می‌کشیدند. در بدو رسیدن، وی چندان مورد استقبال قرار نگرفت. فریدریش بیشتر مورد حمایت افراد و نیروهای نورماندی، آلمانی و ایتالیایی خود و نیز شوالیه‌های توتونیک ــ که در دوره وی رشد فزاینده‌ای داشتند ــ بود. ولی سایر صلیبیون و نیز شوالیه‌های معبد، هوسپیتالرز، سراسقف‌ها و روحانیون از وی تبعیت نکردند.
با این حال، فریدریش زیاد نگران گروه‌بندی ارتش صلیبی نبود؛ چرا که نیروهای خود را تنها وسیله‌ای برای مذاکره با الکامل می‌دید. وی پس از استقرار در عکا، نمایندگانی را نزد سلطان فرستاد و اعلام کرد که حاضر است معامله‌ای که پیشتر بر سر آن موافقت کرده بود، را بپذیرد. الکامل با وجود رفتار دوستانه با نمایندگان امپراتور مقدس روم و فرستادن هدایایی به نزد وی، اعلام کرد که دیگر قصدی برای واگذاری اورشلیم ندارد. مرگ المعظم نه‌تنها حکومت مصر را برای الکامل حفظ کرد، بلکه به وی اجازه داد تا قلمروی خود را تا فلسطین گسترش دهد و الکامل در قبال این گسترش قلمرو، توافق کرده بود که الاشرف را در تصرف دمشق که جانشین المعظم از آن حفاظت می‌کرد، یاری کند. وقتی فریدریش به عکا رسید، محاصره دمشق هنوز ادامه داشت. روشن بود که الکامل نمی‌خواست وارد جنگ با فریدریش شود، چرا که در صورت جنگ، مجبور بود نیروهای خود را از دمشق به سمت فلسطین بفرستد و همچنین ناوگان دریایی فریدریش نیز تهدیدی برای مصر به‌شمار می‌رفت؛ بنابراین سلطان ایوبی تصمیم گرفت که مذاکره با فریدریش را تا سقوط نهایی دمشق به درازا بکشاند.
بی‌اعتمادی صلیبیون با مشاهده ورود و خروج نمایندگان مسلمانان به درگاه امپراتور، شدت می‌گرفت. با این حال فریدریش به زودی متوجه شد که سلطان مصر او را سر می‌دواند و زمان به ضرر وی است؛ و زمانی که دمشق سقوط می‌کرد، الکامل می‌توانست در مقابل نیروهای متفرق و اندک امپراتور از خود دفاع کند؛ بنابراین فریدریش در شورا پیشنهاد کرد که صلیبیون برای تعمیر استحکامات شهر به یافا بروند. از آنجا نیز آن‌ها می‌توانستند به اورشلیم که هنوز دیواری نداشت، حمله کنند. شوالیه‌های معبد و هوسپیتالر و دیگر بارون‌های صلیبی ابتدا از پیروی وی خودداری کردند، اما وقتی توافق شد که فرمان‌های امپراتور به نام خدا و مسیحیت صادر شود، به این کار گردن نهادند.

### توافق فردریش و الکامل و انعقاد معاهده یافا
همان‌طور که فریدریش انتظار داشت، بازسازی استحکامات یافا نظر سلطان ایوبی مصر را جلب کرد. با این حال، وی هنوز مایل نبود که اورشلیم را با معامله از دست بدهد، اما این امکان وجود داشت که با انجام مصالحه، فریدریش بتواند پیروزی خود را اعلام کند و به جنگ صلیبی خاتمه دهد؛ بنابراین الکامل پیشنهادی مطرح کرد که فریدریش در ۱۸ فوریه ۱۲۲۹ بی‌درنگ آن را پذیرفت.
هرچند اصل توافق‌نامه برجای نمانده، اما از نوشته‌های متعددی که از آن دوره باقی مانده‌است، می‌توان محتوای آن را حدس زد. طبق این قرارداد، سلطان الکامل حاضر شد در مقابل آتش‌بس ده ساله میان صلیبیون و مسلمانان، اورشلیم، بیت‌اللحم و ناصره و نیز نوار باریکی از منطقه‌ای را که اماکن مقدس را به ساحل وصل می‌کرد، به فریدریش واگذار کند. فریدریش نیز توافق کرد که از آن پس شهر بدون استحکامات و امکانات دفاعی بماند. ساکنان مسلمان آزاد باشند و در آنجا بمانند و مالک خانه و مایملک خود باشند. در ضمن آن‌ها می‌توانستند نظام قضایی جداگانه و مقامات شهری مخصوص به خود را داشته باشند و حافظ منافع مذهبی خود باشند. در مقابل، مسجد الاقصی و قبه‌الصخره نیز در دست مسلمانان باقی بماند. فریدریش به عنوان حاکم اورشلیم توافق کرد که در هر جنگی که بین مسلمانان و مسیحیان طرابلس و انطاکیه پیش آید، بی‌طرف بماند و سوگند یاد کرد که اگر مسیحیان آتش‌بس را نقض کردند، با مسلمانان متحد شود.

## واکنش به توافق
… ناله و زاری شدید شد و گسترش یافت و ائمه جماعت و مؤذنان قدس [اورشلیم] در اقامتگاه الکامل محمد حاضر شدند و در غیر وقت اذان، به اذان‌گویی پرداختند و این امر برای الکامل سخت و دشوار بود. اهل اسلام با این دشواری، پادشاهی الکامل محمد را نفی کردند و بدگویی و انتقاد از او در همه نقاط گسترش یافت …

مقریزی، السلوک لمعرفة دول الملوک، ج ۱، ۳۵۴.
وقتی خبر واگذاری اورشلیم به مسیحیان در میان صلیبیون پخش شد، آن‌ها غرق در شادی شدند اما بعد از آن که از شرایط معامله آگاه شدند، شادی آن‌ها به سوءظن و بعد از آن به انزجار نسبت به امپراتور مقدس روم مبدل شد. فریدریش بی‌آنکه ترسی به دل خود راه بدهد، مشغول تهیه مقدمات ورود پیروزمندانه به شهر مقدس و تاج‌گذاری در کلیسای قیامت شد. برای اسقفان و بارون‌های صلیبی و فرقه‌های نظامی، این قرارداد فروش جنگ مقدس و سرزمین مقدس به‌شمار می‌رفت؛ بنابراین آن‌ها نیز به شدت با این قرارداد مخالفت کردند، چرا که آن را حقه‌ای سیاسی می‌دانستند نه پیروزی نظامی.
در جبهه مسلمانان، الکامل نیز با سیلی از انتقادات و مخالفت‌ها روبه‌رو شد، چرا که الکامل بی‌درنگ اورشلیم را به صلیبیون واگذار کرده بود؛ و حتی در شهرهایی همچون دمشق، سوگواری عمومی اعلام شد. بسیاری معتقد بودند که به اسلام خیانت شده‌است و همچنین مجالس مرثیه‌خوانی برای از دست رفتن اورشلیم برپا شد. الکامل که در این زمان تحت فشار مسلمانان قرار گرفته بود، اعلام کرد که فقط چند دیر و کلیسا را به مسیحیان واگذار کرده‌است و در حالی که مسلمانان هنوز حکومت خود را در آن شهر دارند. با این حال این سخن وی در نظر مسلمانان توجیهی بیش نبود و نتوانست آن‌ها را قانع کند.

### تاج‌گذاری فریدریش

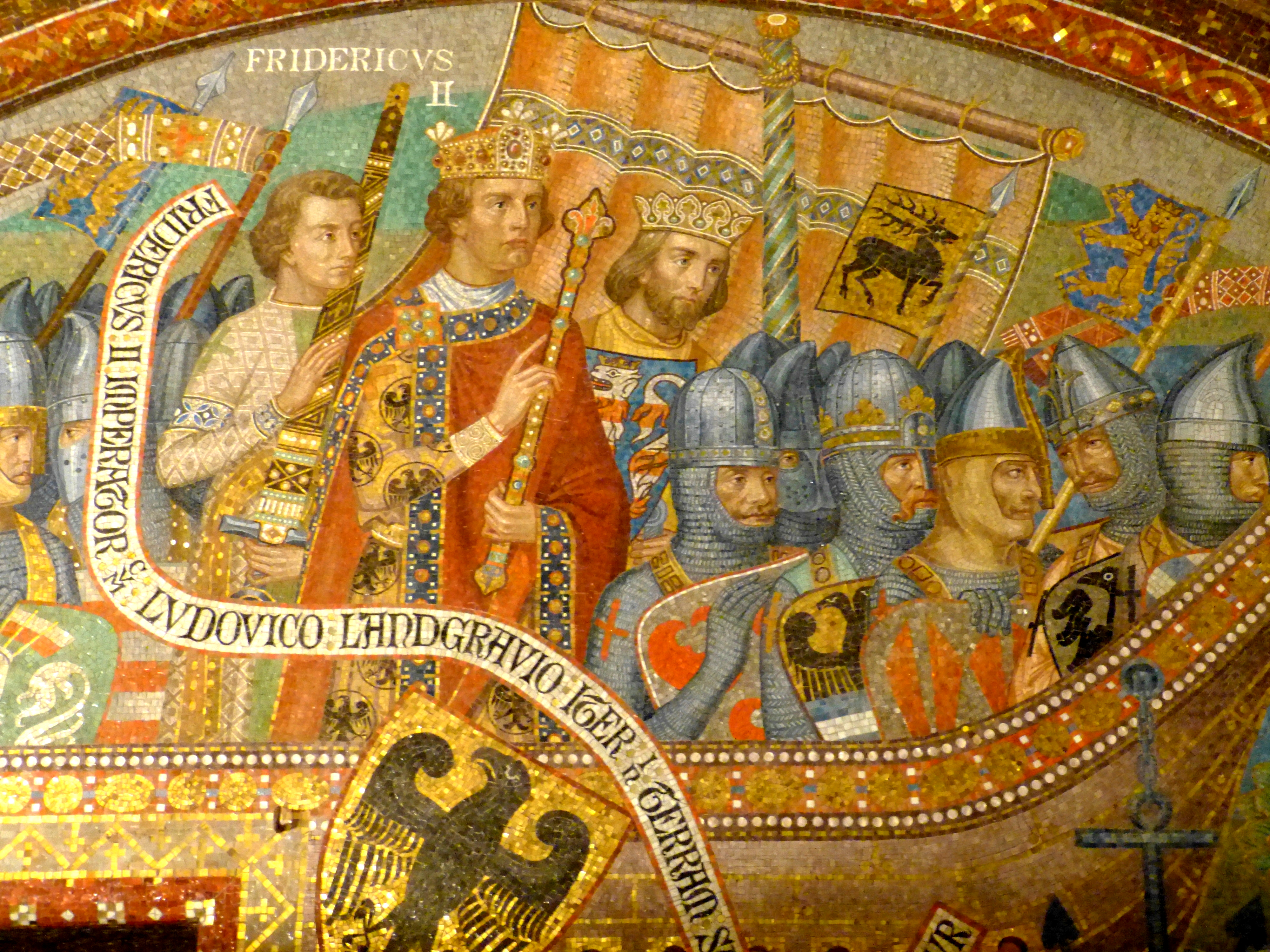
نقاشی فریدریش دوم در جریان جنگ صلیبی به همراه ارتش امپراتوری که در اتاق و خوابگاه الیزابت مجارستان ترسیم شده است که همراه وی در جریان جنگ به همراه فریدریش عازم اراضی مقدس شده بود.

زمانی که وی از سراسقف درخواست کرد که طبق رسم معمول کلیسا مراسم به جای آورد، جرالد پاسخ داد که این اوضاع وی را گیچ کرده‌است و از این رو از فریدریش درخواست کرد که توافق‌نامه را به او نشان دهد. فریدریش نیز به‌جای ارائه قرارداد، خلاصه‌ای دستکاری شده از آن را تحویل سراسقف داد؛ و اما سرانجام وقتی جرالد از شرایط معامله آگاه شد، سراپا به خشم آمد و با محکوم کردن وی و آن قرارداد، از تاج‌گذاری وی خودداری کرد.
وقتی که برای فریدریش مسلم شد که سراسقف جرالد قصد ندارد تاج را بر سر وی بگذارد یا حتی همراه با وی به اورشلیم سفر کند، بی‌درنگ در فوریه ۱۲۲۹ به سمت اورشلیم حرکت کرد؛ در حالی که هیچ‌کس جز سپاهیان آلمانی و ایتالیایی‌اش و عده‌ای اندک از حاکمان محلی صلیبی و سه اسقف ونیز، ونچستر و اکسترا او را همراهی نمی‌کردند. قاضی شمس‌الدین به نمایندگی از سوی الکامل محمد به استقبال امپراتور آمد تا کلیدهای شهر را به وی تسلیم کند. صبح روز ۲۳ فوریه ۱۲۲۹، موکب امپراتور با عبور از خیابان خلوت شهر، به کلیسای قیامت رسید تا تاج‌گذاری خود را انجام دهد. هیچ کشیشی همراه با او نبود و جز سپاهیان و شوالیه‌های توتونیک، کسی به استقبالش نیامد. او با دست خود تاج را بر سر گذاشت، بدون آن که هیچ‌یک از مردان کلیسا برای تاج‌گذاری امپراتور مطرود اقدام کند. سپس به همراه نیروهای خود به مقر اصلی‌اش حرکت کرد.
در ادامه، امپراتور گروهی را برای دفاع از شهر تعیین کرد و فرمان داد تا برج داوود و دروازه استیفان تعمیر و مقر پادشاهی در نزدیک برج داوود، به سواران توتونیک واگذار شود. سپس به زیارت مسجدالاقصی رفت. الکامل از مؤذنان خواسته بود که در طی مدتی که امپراتور در آنجا به سر می‌برد، برای احترام به پادشاه اذان نگویند. به گفته مقریزی، این لغزشی دیگر از الکامل محمد بود که مرتکب شد و فوراً واکنش آن را دید؛ در حالی که شخص امپراتور از این اقدام ناخشنود بود، به قاضی شمس‌الدین گفت:
... او [الکامل محمد] خطا کرد و به خدا سوگند که بزرگترین هدفم برای اقامت در قدس، شنیدن اذان مسلمانان و مناجات آنها در شب بود. ...

## پایان جنگ صلیبی و بازگشت فریدریش به اروپا
در ۱۹ مارس ۱۲۲۹، پتر، سراسقف قیساریه به اورشلیم رسید و به فردریش نسبت به شرایط اروپا اعلام خطر کرد که باعث خشمگین شدن فریدریش شد؛ زیرا این امر را اهانت به خود می‌دانست. از این رو شتابان همه مردان خود را جمع و شهر را ترک کرد و به یافا و از آنجا به عکا عقب‌نشینی کرد. شهر در آستانه بحران و آشوب قرار گرفت؛ زیرا جنوایی‌ها و سیسیلی‌ها بر پیزایی‌ها که یاران امپراتور بودند، شوریده بودند. در همان زمان امرای دولت اورشلیم نیز از تاج‌گذاری فریدریش بدون رضایت آن‌ها خشمگین شده بودند. بنابراین میان نیروهای امپراتور و سپاهیان محلی برخوردها و درگیری‌هایی رخ داد. اما فریدریش برای خاتمه‌دادن به درگیری‌ها، کنترل شهر عکا را در دست گرفت و رهبران صلیبی و اسقفان را در خانه‌هایشان محبوس کرد.
در این میان، از اروپا اخبار نگران‌کننده‌ای می‌رسید. جان برین که اکنون در خدمت پاپ بود، با ارتش خود بر قسمتی از قلمروی فریدریش در ایتالیا مسلط شده بود. از آن رو که منافع امپراتور در غرب مهم‌تر از شرق بود، نمی‌توانست بیش از این در بازگشت به غرب تأخیر کند؛ لذا در در اواخر مه ۱۲۲۹ از راه دریا، عکا را به سمت قبرس ترک کرد و چند روز در آنجا ماند و از آنجا رهسپار ایتالیا شد و در ۱۰ ژوئیه به آنجا رسید. وی قبل از بازگشتش بالیان، لرد صیدا و گارنیه را به عنوان دو جانشین خود در پادشاهی اورشلیم تعیین کرد و اوتومونت بلیارد فرمانده نظامی باقی ماند. بدین‌ترتیب جنگ صلیبی ششم این گونه به پایان رسید.
در ژوئن ۱۲۲۹ همزمان با بازگشت فریدریش به اروپا، پاپ دستور داده بود ارتش دستگاه پاپ به سیسیل حمله کند. بنابراین فریدریش در نخستین اقدام طی ارسال فرستادگانی، پاپ را به برقراری صلح میان امپراتوری و دستگاه پاپ ترغیب کرد. با آغاز مذاکرات، معاهده صلحی  میان پاپ و امپراتور آلمان و سیسیل در سال ۱۲۳۰ در چپرانو برقرار شد که براساس مفاد آن، اراضی که پاپ در غیاب فریدریش دوم فتح کرده بود به امپراتور بازگردانده شد و همچنین پاپ حکم تکفیر فریدریش را لغو کرد. اما تشکیل اتحادیه لمباردی و تلاش آن‌ها برای خروج از سیطره و تسلط امپراتوری مقدس روم و خاندان هوهنشتافن که پاپ نیز از آن‌ها حمایت کرده بود، سبب شد تا بار دیگر آتش جنگ میان فریدریش و پاپ برافروخته شود. با شکست اتحادیه لمباردی از فریدریش در سال ۱۲۳۹، قلمروی پاپی توسط نیروهای امپراتوری محاصره شد و بار دیگر در سال ۱۲۳۹ پاپ امپراتور مقدس روم را تکفیر کرد. بدین‌ترتیب امپراتور فریدریش علاوه بر درگیری‌هایی که در شرق با اشراف پادشاهی صلیبی و خاندان‌های ابلین و مونفروا داشت، درگیر دستگاه پاپ و متحدین آن شد که این سلسله جنگ‌ها تا اواخر قرن ۱۴ و زمان جانشینان فریدریش ادامه یافت و در آخر منجر به برقراری کومونه و استقلال دولت‌های شهرهایی همچون فلورانس و انقراض خاندان هوهنشتافن و از دست رفتن هژمونی امپراتوری مقدس روم بر ایتالیا شد.

## نتایج

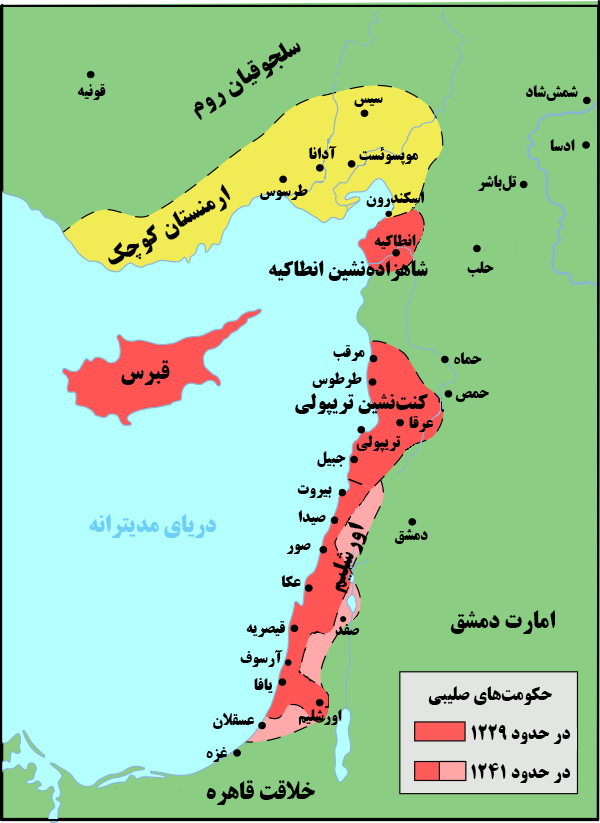
اراضی پادشاهی اورشلیم پس از جنگ صلیبی بارونی در سال ۱۲۴۱

از دیدگاه غیرمذهبی، جنگ فریدریش دوم، جنگ موفقیت‌آمیزی بود. امپراتور بدون خونریزی توانست به اکثر اهداف جنگ صلیبی که مهم‌ترین آن بازپس‌گیری اورشلیم بود، برسد. اما جنگ صلیبی، امری دنیوی و غیرمذهبی نبود. در منظر مسیحیان، جنگ صلیبی در خالص‌ترین شکل خود تدین و پارسایی عاری از خودخواهی و خودپرستی برای رستگاری روح بود. اما معامله‌ای که فریدریش برای به‌دست آوردن اورشلیم کرد، صلیبیون را به خشم آورد؛ بنابراین به هیچ‌وجه جنگ صلیبی محسوب نمی‌شد. اگر پلاجیوس در خلال جنگ صلیبی پنجم در سال ۱۲۲۰، بازپس‌گیری ایالت‌های مسیحی را پذیرفته بود، با استقبال عموم مسیحیان روبه‌رو می‌شد. آنچه نزد مسیحیان و نیز مسلمانان قابل نکوهش بود، وضعیت اورشلیم بود. برخلاف اطمینان و قول‌هایی که الکامل و فریدریش به مردمان خود می‌دادند، اورشلیم عملاً نه تحت اختیار مسلمانان بود و نه مسیحیان. طبق گفته توماس مادن، این شهر مبدل به مکانی شده بود که مذهب در آن فوق‌العاده کم‌ارزش بود و دیگر نمی‌توانست پایگاهی برای حکومت باشد. این واقعه در دنیای امروز به‌عنوان تساهل دینی و مذهبی مورد تحسین قرار می‌گیرد اما این کار در قرون وسطی خیانت به‌شمار می‌رفت.

### شرایط شرق پس از جنگ

#### جنگ لمباردی‌ها
پس از پایان یافتن جنگ صلیبی ششم و بازگشت فریدریش به اروپا، وی در سال ۱۲۳۰ توانست با پاپ آشتی و مصالحه برقرار کند تا از زیر فشارهای وارده از جانب دستگاه پاپ خارج شود؛ با این حال وی در اراضی مقدس با مقاومت افرادی همچون جان ابلین روبه‌رو شد که موفق شده بود، رهبری تمامی گروه‌های مخالف فریدریش را بر عهده بگیرد. با این حال، درگیری بین نیروهای هوهنشتافنِ فریدریش و صلیبیون به رهبری جان ابلین با پیروزی جان ابلین همراه بود. از آن پس، سلطنت امپراتوری ظاهر خود را در شرق حفظ کرد اما قدرت واقعی در دست خاندان ابلین قرار گرفت.
همزمان با درگیری داخلی میان صلیبیون، ایوبیان نیز درگیر جنگ‌های داخلی شدند. پیوند الکامل و الاشرف به فاصله کوتاهی پس از تسخیر دمشق از بین رفت و دو برادر تا سال ۱۲۳۷ که الاشرف درگذشت، درگیر جنگ داخلی شدید با یکدیگر بودند. پس از آن، الکامل موفق شد تا سوریه را متصرف شود، اما خود پس از اندک زمانی درگذشت. پس از مرگ وی، حکومت میان دو پسرش تقسیم شد؛ الصالح حکومت دمشق و العادل حکومت مصر را به دست گرفت؛ با این حال این برادران نیز پس از مدتی وارد جنگ با یکدیگر شدند تا اینکه الصالح مصر را فتح کرد، اما سوریه را از دست داد.

#### جنگ صلیبی بارونی
با رسیدن سال ۱۲۳۹، صلح میان فریدریش دوم با ایوبیان منقضی شد و مسلمانان برای بازپس‌گیری اورشلیم خود را آماده کردند؛ چرا که اورشلیم علناً بی‌دفاع و به‌سهولت قابل محاصره بود. با این حال در همین سال جنگ صلیبی جدیدی به دستور پاپ گریگوری نهم آغاز شد که در آن بارون‌های فرانسوی و انگلیسی شرکت جستند. این جنگ که به جنگ صلیبی بارونی شهرت یافته است توسط تیبالد شامپانی و ریچارد کورنوال رهبری می‌شد. این جنگ سرانجام با پیروزی صلیبیون همراه بود؛ به‌نحوی که موفق شدند در ازای هم‌پیمانی و اتحاد با مصر، اورشلیم و اراضی از دست رفته‌ای همچون عسقلان، صیدا، طبریه، جلیل، بیت‌لحم و ناصره را به دوباره به دست آورند و اراضی خود را به حدود خود قبل از نبرد حطین برسانند.
پس از فتح اراضی مقدس توسط صلیبیون، ملک الصالح برای جبران این شکست‌ها و بازپس‌گیری سوریه و اراضی مقدس با خوارزمشاهیان که در شمال سوریه مستقر شده بودند، متحد شد. اورشلیم نیز که در این زمان فاقد استحکامات لازم دفاعی در مقابل هرگونه حمله‌ای بود، در سال ۱۲۴۴ توسط خوارزمشاهیان محاصره شد و به‌سهولت پس از مدت اندکی فتح و تسخیر شد. مسیحیان پس از تسخیر شهر قتل‌عام شدند و کلیساهایی از جمله کلیسای آرامگاه مقدس مسیح به آتش کشیده شد. پس آن ملک الصالح توانست اراضی را که توسط بارون‌ها فتح شده بود، مجدداً به قلمرو ایوبیان بازگرداند تا بار دیگر پادشاهی اورشلیم به یک نوار باریک از بندرهای ساحلی مدیترانه به مرکزیت عکا محدود شود.

## منبع‌شناسی